# Wilhelm Bornhardt
Friedrich Wilhelm Conrad Eduard Bornhardt (* 20. April 1864 in Braunschweig; † 2. Dezember 1946 in Goslar) war ein deutscher Geologe, Forschungsreisender, Bergbeamter und Montanhistoriker.

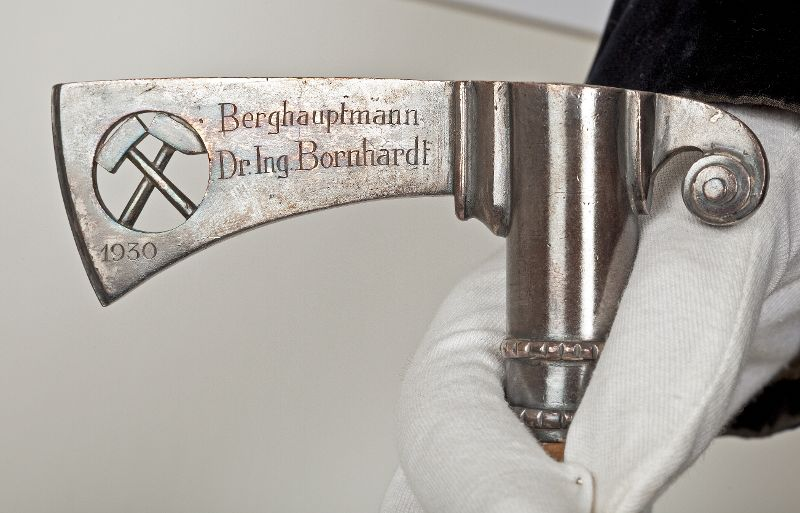
1930 datierter Häckel mit Schlägel und Eisen für den „Berghauptmann Dr. Ing. Bornhardt“ vom „Oberharzer Geschichts- und Museumsverein“ (Oberharzer Bergwerksmuseum)

## Leben

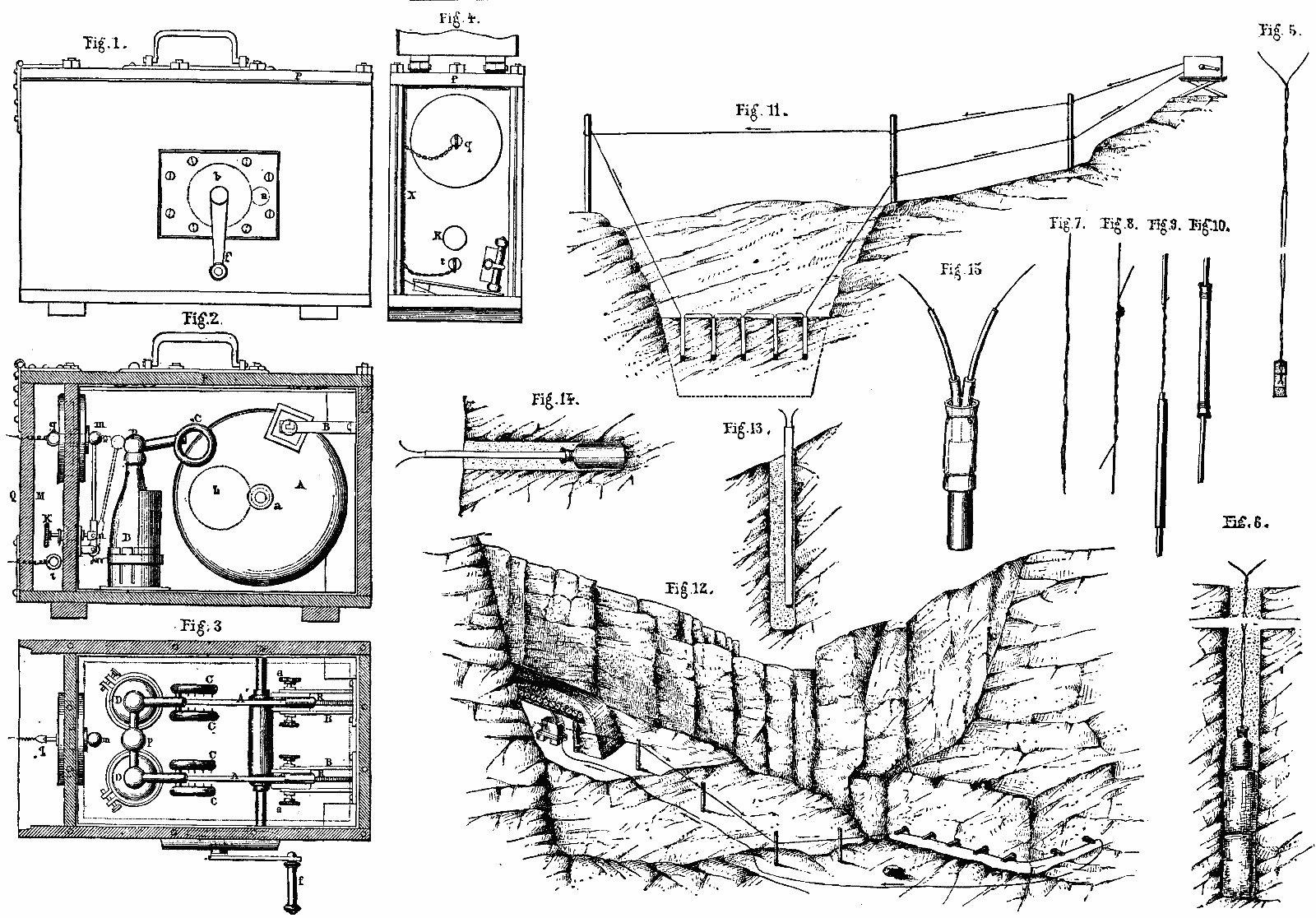
„Elektrische Maschine von Bornhardt zum Sprengen in Bergwerken.“

Wilhelm Bornhardt kam als Sohn eines Mechanikers und Optikers in Braunschweig zur Welt. Er besuchte das Realgymnasium in Braunschweig und meldete sich anschließend als Bergbeflissener beim Oberbergamt Halle. Sein Studium absolvierte er zunächst an der Universität Tübingen, wo er zugleich als Einjährig-Freiwilliger diente. Später setzte er seine Studien in Berlin fort. 1888 bestand er das Referendarexamen, 1892 das Assessorexamen. Dazwischen war er beim Oberbergamt in Halle tätig. 1895 wurde Bornhardt vom Auswärtigen Amt als Geologe und Bergmann nach Deutsch-Ostafrika berufen, um die Steinkohlelagerstätten am Njassasee zu erkunden. Seine Veröffentlichung zur Oberflächengestalt und Geologie Deutsch-Ostafrikas galt noch nach dem Zweiten Weltkrieg als Standardwerk. Wilhelm Bornhardt prägte die Bezeichnung Inselberg für eine in Ostafrika häufig anzutreffenden Bergform; ein besonderer Typ der Inselberge wird heute in der englischsprachigen Fachliteratur als bornhardt bezeichnet.
1900 erhielt Bornhardt eine Anstellung als Berginspektor in Clausthal. 1901 ging er als Bergmeister und Leiter an die Bergschule Siegen. 1905 wurde er Oberbergrat und Mitglied des Oberbergamts in Bonn, 1906 stellvertretender Direktor der Preußischen Geologischen Landesanstalt und Bergakademie Berlin, 1907 Leiter der Anstalt und Geheimer Bergrat, 1912 Geheimer Oberbergrat und Vortragender Rat im preußischen Ministerium für Handel und Gewerbe. Während des Ersten Weltkriegs war er als Leiter der Bergbehörde bei der Zivilverwaltung des Generalgouvernements Belgien in Brüssel tätig. 1917 wurde er in das Kriegsamt in Berlin berufen.
1922 wurde Bornhardt Leiter des Oberbergamts Clausthal. Als Leiter des Museumsvereins setzte er sich nebenbei maßgeblich für die Wiedereinrichtung des zwischenzeitlich geschlossenen Oberharzer Bergwerksmuseums ein. Das Museum  erhielt Räumlichkeiten im ehemaligen Zellerfelder Rathaus, das durch die Vereinigung der Bergstädte Clausthal und Zellerfeld 1924 freigeworden war. 1929 trat Bornhardt in den Ruhestand, den er in Goslar verbrachte. Dort war er unter anderem für die Einrichtung der Bergwerksabteilung des Goslarer Heimatmuseums verantwortlich. Auch das werkseigene Museum am Rammelsberg ging auf ihn zurück. Bornhardt befasste sich im Ruhestand mit der Geschichte des Oberharzer Bergbaus und veröffentlichte dazu mehrere Werke.

## Auszeichnungen und Mitgliedschaften
- ab 1910: Mitglied der Leopoldina
- ab 1928: korrespondierenden Mitglied der Göttinger Akademie der Wissenschaften[3]
- Gustav-Nachtigal-Medaille in Gold der Gesellschaft für Erdkunde zu Berlin
- Ehrendoktor der RWTH Aachen (1920)
- Ehrenbürger der Bergakademie Clausthal
- Verleihung der Georg Agricola-Denkmünze (1927)
- In Clausthal-Zellerfeld wurde die Bornhardtstraße nach ihm benannt.

## Schriften
- Ueber die Ergebnisse meiner Reisen in Deutsch-Ostafrika. Vortrag. In: Deutsche Kolonial-Gesellschaft. Abteilung: Berlin-Charlottenburg. Verhandlungen. Band 3, Heft 2, 1898/1899, ZDB-ID 520728-9, S. 51–81 (Digitalisat).
- Zur Oberflächengestaltung und Geologie Deutsch-Ostafrikas. Ergebnisse der von dem Bergassessor W. Bornhardt in den Jahren 1895–1897 in Ostafrika unternommenen Reisen (= Deutsch-Ost-Afrika. 7, ZDB-ID 841710-6). Dietrich Reimer, Berlin 1900.
- Über die Gangverhältnisse des Siegerlandes und seiner Umgebung (= Archiv für Lagerstättenforschung. (2) und 8, ISSN 0365-3838). 2 Bände. Königlich Preußische Geologische Landesanstalt, Berlin 1910–1912. Band 1 Band 2
- Geschichte des Rammelsberger Bergbaues von seiner Aufnahme bis zur Neuzeit (= Archiv für Lagerstättenforschung. 52). Preußische Geologische Landesanstalt, Berlin 1931.
- Wilhelm August Julius Albert und die Erfindung der Eisendrahtseile. Gedächtnisschrift zu Ehren des um den Oberharzer Bergbau hochverdienten Mannes zur Jahrhundertfeier seiner Erfindung. VDI-Verlag, Berlin 1933.
- Die Flurnamen des Stadtkreises Goslar. Teil 1: Namen aus dem Bereiche des Rammelsberger Bergbaues (= Beiträge zur Geschichte der Stadt Goslar. 8, ISSN 1615-0929). Selbstverlag des Geschichts- und Heimatschutzvereins Goslar, Goslar am Harz 1935, (Teil 2 und 3 später von Alexander Grundner-Culemann).
- Die Entstehung des Rammelsberger Erzvorkommens (= Archiv für Lagerstättenforschung. 68). Preußische Geologische Landesanstalt, Berlin 1939.
  - Neuauflage unter dem Titel Zur Entstehung des Rammelsberger Erzvorkommens. Niedersächsisches Amt für Landesplanung und Statistik, Hannover 1948.
- Der Oberharzer Bergbau im Mittelalter. In: Archiv für Landes- und Volkskunde von Niedersachsen. Band 15, 1943, ISSN 2700-5003, S. 449–502.